# Кетш
Кетш (на полски: Kietrz; на немски: Katscher; на чешки: Ketř) е град в Южна Полша, Ополско войводство, Глубчишки окръг. Административен център е на градско-селската Кетшка община. Заема площ от 18,74 км2.

## Население
Според данни от полската Централна статистическа служба, към 31 декември 2013 г. населението на града възлиза на 6136 души. Гъстотата е 327 души/км2.